# Scopula supernivearia
Scopula supernivearia är en fjärilsart som beskrevs av Inoue 1963. Scopula supernivearia ingår i släktet Scopula och familjen mätare. Inga underarter finns listade.